# Prionus sifanicus
Prionus sifanicus là một loài bọ cánh cứng trong họ Cerambycidae.